# Liste der Baudenkmäler im Wuppertaler Wohnquartier Nevigeser Straße
Die Liste der Baudenkmäler im Wuppertaler Wohnquartier Nevigeser Straße enthält die denkmalgeschützten Bauwerke auf dem Gebiet von Wuppertal-Nevigeser Straße in Nordrhein-Westfalen (Stand: November 2011). Diese Baudenkmäler sind in der Denkmalliste der Stadt Wuppertal eingetragen; Grundlage für die Aufnahme ist das Denkmalschutzgesetz Nordrhein-Westfalen (DSchG NRW).

Hainstrasse 195 Die Dachtückfront wurde ohne Strohdocken und alte Dachziegel modern erneuert. Der Denkmalcharakter wurde dadurch aufgehoben!!!

## Auszug aus der Denkmalliste

### Eingetragene Baudenkmäler
| Bild           | Bezeichnung             | Lage                                          | Beschreibung                                                                     | Bauzeit                        | Eingetragen seit   | Denkmal- nummer |
| -------------- | ----------------------- | --------------------------------------------- | -------------------------------------------------------------------------------- | ------------------------------ | ------------------ | --------------- |
| weitere Bilder | Wohnhaus                | Nevigeser Straße Hainstraße 195 Karte         | Wohnhaus Hainstraße 195, das „Pfaffenhaus“                                       | 1. Hälfte des 19. Jahrhunderts | 26. Oktober 1987   | 1162 Wikidata   |
| weitere Bilder | Wasserturm              | Nevigeser Straße Hainstraße Karte             | Wasserturm, umgangssprachlich: „Atadösken“, offiziell: Wasserturm am Pfaffenhaus | 1927                           | 4. März 1999       | 4109 Wikidata   |
| weitere Bilder | Wohnhaus                | Nevigeser Straße Herberts Katernberg 35 Karte | Fachwerkhaus, erste Schule am Katernberg                                         | 1. Hälfte des 19. Jahrhunderts | 9. Mai 1996        | 3899            |
| weitere Bilder | Wohnhaus                | Nevigeser Straße In den Birken 122 Karte      | eine bauliche Einheit mit In den Birken 124                                      | vor 1825                       | 8. Juni 1990       | 1770            |
| weitere Bilder | Wohnhaus                | Nevigeser Straße In den Birken 124 Karte      | eine bauliche Einheit mit In den Birken 122                                      | vor 1825                       | 8. Juni 1990       | 1770            |
| weitere Bilder | Wohn- und Geschäftshaus | Nevigeser Straße Nevigeser Straße 77 Karte    | Wohn- und Geschäftshaus Nevigeser Straße 77, umgangssprachlich: Briller Schloss  | um 1890                        | 4. Dezember 1984   | 208 Wikidata    |
| weitere Bilder | Wohn- und Geschäftshaus | Nevigeser Straße Nevigeser Straße 79 Karte    |                                                                                  | um 1899                        | 13. Juni 1997      | 4057            |
| weitere Bilder | Wohn- und Geschäftshaus | Nevigeser Straße Nevigeser Straße 83 Karte    |                                                                                  | um 1905                        | 18. September 1992 | 2446            |
| weitere Bilder | Wohnhaus                | Nevigeser Straße Nevigeser Straße 85 Karte    |                                                                                  | ca. 1905                       | 2. März 1993       | 2797            |
| weitere Bilder | Gemeindehaus            | Nevigeser Straße Nevigeser Straße 300 Karte   | Gemeindehaus der Christ-König-Kirche, eine D-Nummer mit Nevigeser Straße 302     | 1959/60                        | 28. November 2000  | 4154            |
| weitere Bilder | Kirche                  | Nevigeser Straße Nevigeser Straße 300 Karte   | Christ-König-Kirche, eine D-Nummer mit Nevigeser Straße 302                      | 1959/60                        | 28. November 2000  | 4154 Wikidata   |
| weitere Bilder | Pfarrhaus               | Nevigeser Straße Nevigeser Straße 302 Karte   | Pfarrhaus der Christ-König-Kirche, eine D-Nummer mit Nevigeser Straße 300        | 1959/60                        | 28. November 2000  | 4154            |